# Ilyophis blachei
Ilyophis blachei är en fiskart som beskrevs av Saldanha och Merrett 1982. Ilyophis blachei ingår i släktet Ilyophis och familjen Synaphobranchidae. Inga underarter finns listade i Catalogue of Life.